# Екзергазія
Екзергазія (від грец. εξ и εργον робота) — риторична фігура, вид паралелізму. Виявляється в додаванні до словосполучення чи обороту синонімічних виразів, наприклад: "принижений і обманутий", "обкрадений і оббреханий". Екзергазія, як і синонімія, використовується для уточнення значення словосполучення, але також і для посилення емоційної напруги мови. 
Екзергазія також використовується для більш чіткого розуміння важливості концепцій, принципів чи умов, що закладені в тексті
.